# Penjing

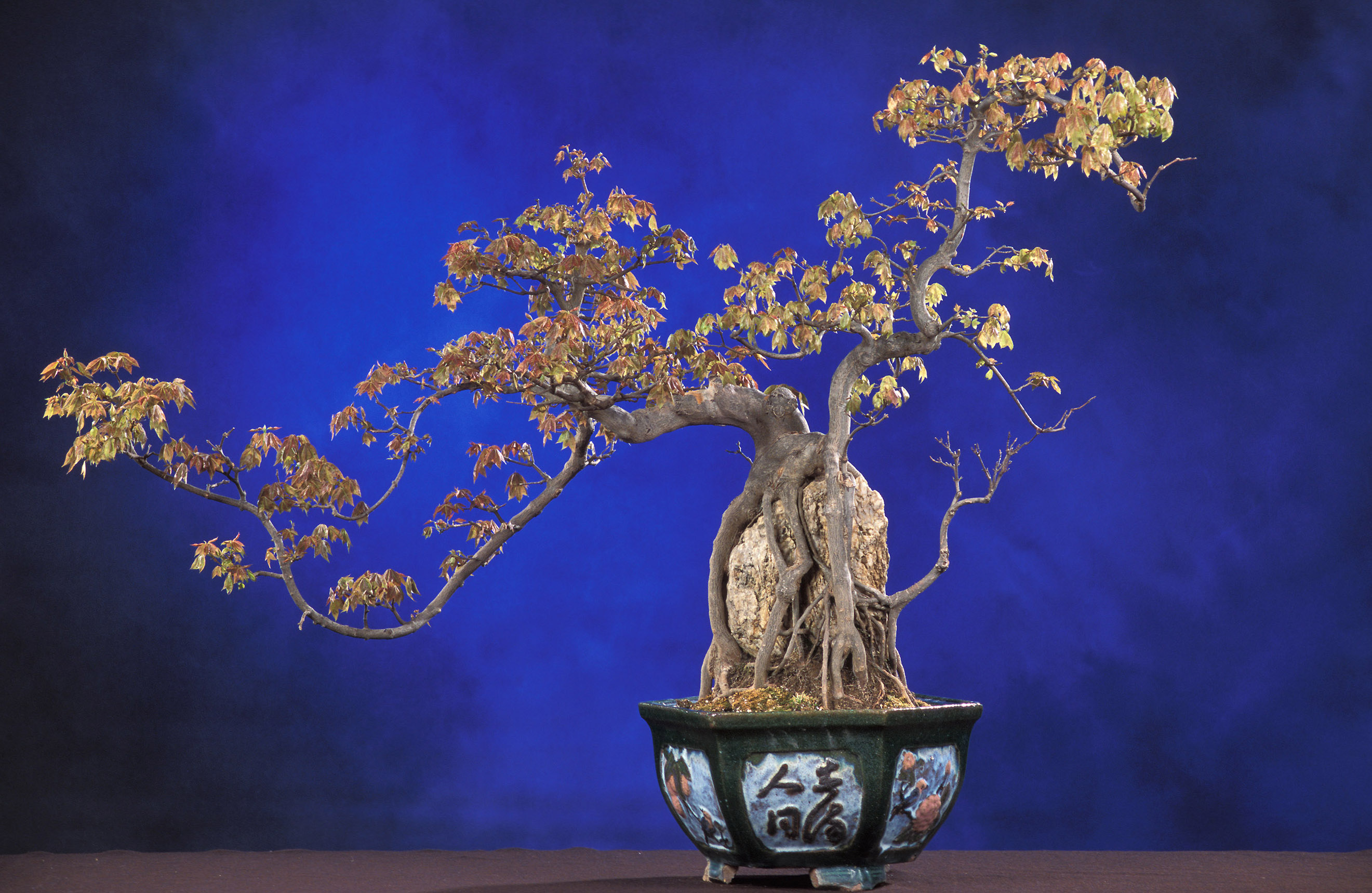
Un bonsaï d'érable trident (Acer buergerianum), conservé dans la collection de penjing du National Bonsai and Penjing Museum à Washington.

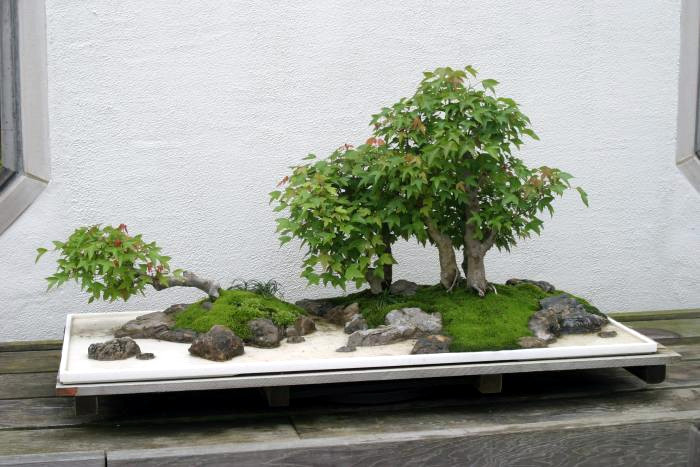
Un Penjing dans le musée national américain du Bonsaï et du Penjing

Le Penjing (chinois : 盆景 ; pinyin : pénjǐng ; litt. « paysage en pot »), parfois translittéré en Pun Ching), à l'origine des Punsai (qui a donné en japonais bonzai, plus connu en occident) est un terme chinois qui signifie littéralement « paysage en pot ». L'art du Penjing est un ancien art chinois consistant à faire pousser des arbres et des plantes dans des pots tout en recréant un paysage en y ajoutant notamment des pierres.
Le Penjing existerait depuis le IIe siècle mais il s'est surtout développé à l'époque de la dynastie Tang (618-907).

## Historique
La culture des plantes en pots commence en Égypte il y a environ 4 000 ans, essentiellement pour des raisons pratiques, d'utilité et de mobilité[réf. nécessaire]. Les Grecs, Babyloniens, Perses et Indiens copièrent la technique. Les Chinois furent les premiers à cultiver des arbres en pot dans un but esthétique, à l'ère de la dynastie des Han (-206 à 220). À cette époque on ne parlait pas encore de bonsaï mais de penjing (chinois : 盆景 ; pinyin : pénjǐng) (représentation d'un paysage dans une coupe). Peu après, sous la dynastie Qin (220 - 581) apparaissent les pensai (盆栽, pénzāi) (arbre unique dans une coupe).
Pour preuve de l'existence de cet art à cette époque, des archéologues ont découvert, en 1971, dans la tombe du prince Zhang Huai décédé en 705, sous la dynastie Tang (618 à 907), une fresque peinte sur les parois de sa tombe. Celle-ci représente deux valets portant, l'un un paysage en miniature et l'autre un vase en forme de lotus contenant un arbre avec des feuilles vertes et des fruits rouges.
L'art du bonsaï gagna le Japon aux environs des VIe et VIIe siècles, avec les moines, qui amenèrent aussi le bouddhisme.
Cet événement est confirmé par le célèbre rouleau du moine bouddhiste Honen Shonin de la période Kamakura (1192 à 1333), la représentation de petits arbres alignés dans des coupes, sachant que les œuvres de ce moine retracent surtout la vie à la période Heian (794 à 1191). On peut donc raisonnablement en conclure que cet art apparut au Japon au plus tard en l'an 800.
Sous la dynastie Yuan (1279 à 1368), des ministres et des marchands japonais vont ramener des arbres dans leur pays. Cependant cet art ne sera réellement intégré au Japon que lorsqu'un fonctionnaire chinois, Chu Shun-sui, fuyant la domination mandchoue en 1644, emportera sa collection avec lui. Il initiera ainsi quelques Japonais à la culture des futurs arbres en pot appelés bonsaï.

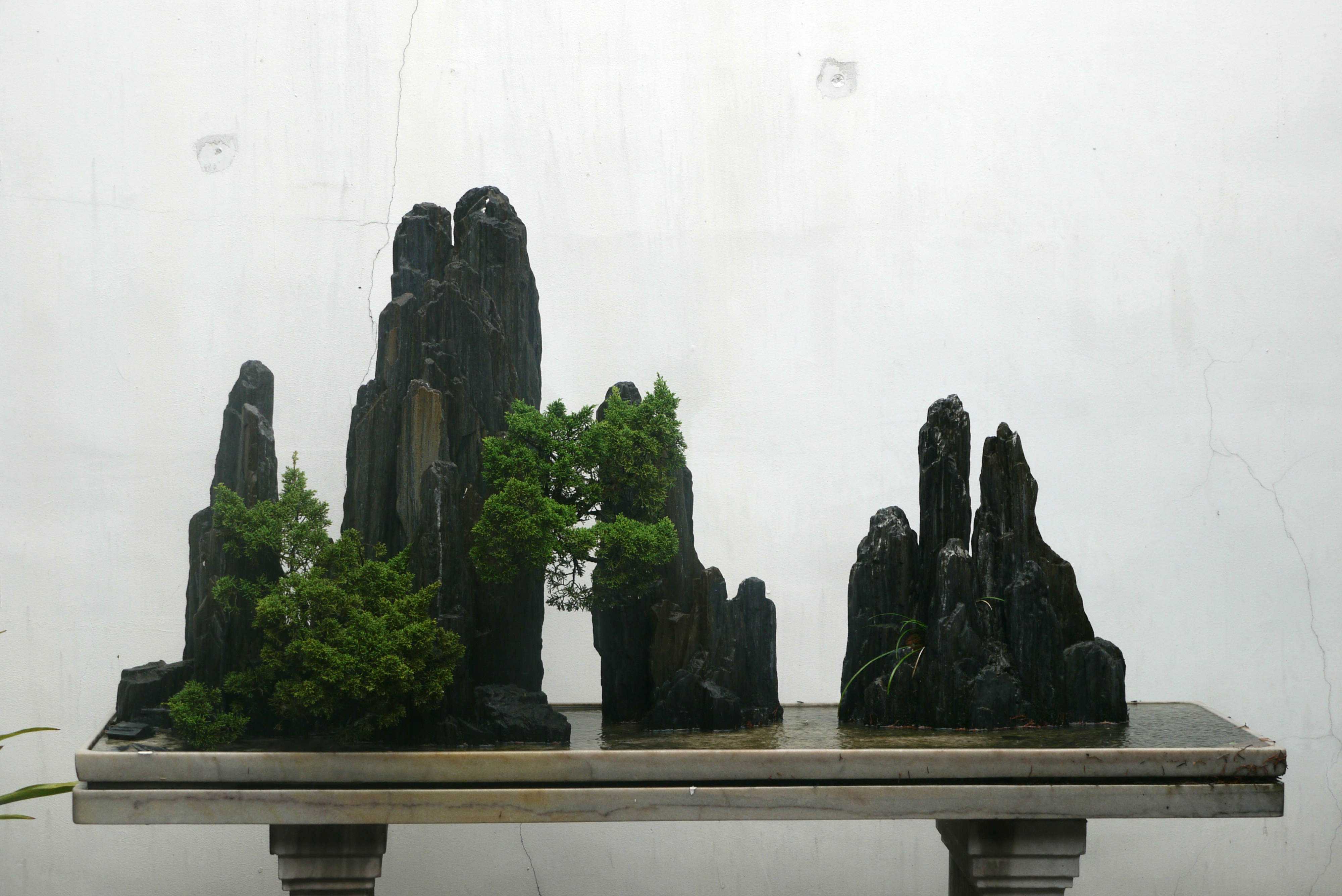
Penjing dans les jardins du Musée de Suzhou.

## Différence entre l'art du Bonsaï et du Penjing
À la différence du bonsaï, qui est un arbre solitaire ou une forêt en pot, le penjing évoque plutôt un paysage grâce à divers éléments associés aux arbres, comme des pièces d’eau, des pierres ou des figurines.
Dans l'école chinoise, plus patiente, les arbres sont moins travaillés que dans l'école japonaise. La ligature, qui ne date que de 1890 au Japon, n'est pas ou peu utilisée. La forme des branches n'est modifiée essentiellement que par la taille, ce qui demande plus de temps pour obtenir des résultats presque identiques.

## Bonkei
Bonkei (盆景) désigne en japonais un « paysage de plateau ». Un bonkei est une représentation temporaire ou permanente en trois dimensions d'un paysage en miniature, dépeint en utilisant principalement des matériaux secs tels que la roche, le papier mâché ou encore des mélanges de ciment et de sable dans un plateau peu profond.
À la différence de certaines formes d'art japonais, telles celles du bonsaï et du saikei, un bonkei ne contient habituellement pas de matière vivante. Son caractère en trois dimensions et sa permanence le distinguent du bonseki. Les matériaux d'usage pour la réalisation du bonkei sont généralement secs. L'écoulement de l'eau y est souvent représenté avec des couleurs différentes de gravier ou de sable. Un bonkei peut également contenir des figurines miniatures de personnes, d'animaux, de bâtiments, de ponts et d'autres articles de plein air.
Le but est de fournir un paysage miniature esthétique pour l'affichage et la contemplation. Le paysage est représenté en entier en trois dimensions et se trouve contenu dans un grand plateau aux bords légèrement relevés. Les zones surélevées représentant les berges des rivières, des collines, des falaises, ou des montagnes construites à partir de matériaux modelables. Outre les matériaux mentionnés, l'argile de même qu'une tourbe séchée et réduite en poudre sont également utilisés pour ce genre de sculpture. Ces éléments sculptés sont souvent peints pour ressembler à un environnement naturel aussi étroitement que possible. Les zones plates représentant des plaines ou des eaux libres sont recouvertes de sable ou de gravier de couleur. Des roches naturelles peuvent être intégrées dans le paysage.
Les figurines et maquettes sont placées sur le dessus du paysage de base pour créer une scène davantage réaliste. Jusqu'aux arbres miniatures et autres végétaux y sont parfois incorporés, bien que les plantes vivantes ne sont généralement pas considérés comme des éléments du bonkei. Une fois terminé le bonkei peut être affiché dans la maison tout comme un bonsaï, une peinture ou un arrangement floral. 
À certains égards le bonkei présente certaines similitudes avec le saikei japonais (paysage végétal), le penjing chinois, ou le Hòn Non Bộ vietnamien. Selon Robert Behme, le bonkei diffère du saikei en ce qu'un bonkei « est essentiellement un paysage sec et les plantes vivantes sont rarement utilisées alors qu'un saikei dépend exclusivement de plantes vivantes pour sa réalisation ». En raison de cette différence fondamentale, de nombreux bonkei peuvent durer longtemps sans nécessiter d'entretien à la différence d'un saikei qui exige un entretien constant nécessaire à la croissance des végétaux qu'il contient.